# مجلس أبو ظبي للتوطين
مجلس أبوظبي للتوطين أنشئ كهيئة حكومية في ديسمبر 2005 تجسيداً لرؤية الشيخ خليفة بن زايد آل نهيان رئيس دولة الإمارات العربية المتحدة حاكم أبوظبي، وتحقيقاً لمساعي قيادة أبوظبي الرامية إلى تطوير الكفاءات الوطنية وتوفير فرص العمل المستدامة. يرفع المجلس تقاريره إلى المجلس التنفيذي في أبوظبي، السلطة التنفيذية المحلية في إمارة أبوظبي.
يعمل مجلس أبوظبي للتوطين على تقديم خدمات الترشيح الوظيفي وذلك بالتعاون والتنسيق مع جهات العمل والمواطنين الباحثين عن عمل، حيث يقوم بعمليات المطابقة بين مؤهلات القوة العاملة المواطنة المسجلة واحتياجات جهات العمل في سوق عمل إمارة أبوظبي، كما يقوم المجلس أيضاً برصد سوق العمل في أبوظبي وفهم التحديات الحالية والمستقبلية ذات الصلة بعرض القوة العاملة المواطنة والطلب عليها، واقتراح سياسات وإجراءات التوطين في أبوظبي التي ترمي إلى تعزيز استدامة التنمية الاجتماعية والاقتصادية في الإمارة.

## الرؤية
أن يكون الإماراتي هو الخيار الأول للتوظيف في أبوظبي.

## الرسالة
ضمان الاستخدام التام لطاقات رأس المال البشري الإماراتي للنهوض بالتنمية الاجتماعية والاقتصادية من خلال:
1- خدمات توظيف المواطنين في أبوظبي ورفع مهاراتهم.
2- جمع المعلومات ووضع السياسات ذات الصلة بسوق العمل.

## معايير الأهلية للحصول على خدمات المجلس
- يجب أن يكون الباحث عن عمل مواطنًا إماراتيًا.
- يجب أن يكون باحثا عن عمل في أي منطقة من مناطق إمارة أبوظبي.
- يجب أن يكون الباحث عن عمل عند التسجيل بين سن 16 و60 سنة للذكور والإناث.
- يحق للباحثين عن عمل بين سن 16 و18 سنة ممن يحملون شهادة الثانوية العامة الترشح لشغل الشواغر الوظيفية. 5- لا يحق للباحثين عن عمل بين سن 16 و18 سنة ممن لا يحملون شهادة الثانوية العامة إلا الترشح للبرامج التدريبية والتطويرية المرتبطة بالحصول على وظيفة عند بلوغ سن 18 سنة.
- لا يمكن أن يكون الباحث عن عمل الذي يسعى للحصول على خدمات المجلس موظفًا.
- لا يجوز أن يكون الباحث عن عمل الذي يسعى للحصول على خدمات المجلس طالبًا متفرغًا.
- لا يجوز أن يكون الباحث عن عمل الذي يسعى للحصول على خدمات المجلس مالكًا لعمل خاص يعود عليه بدخل ثابت.[4]

## خدمات المجلس
- المطابقة بين الشواغر والباحثين عن عمل.
- الترشيح للوظائف
- التوظيف
- التدريب العام أو الخاص بالقطاعات (أي المصارف، التأمين، إلخ...).

## خدمات البوابة الإلكترونية
- الإطلاع على الشواغر.
- الإطلاع على جهات العمل.
- تمكين جهات العمل من معاينة معلومات الباحثين عن عمل وسيرهم الذاتية.
- تقديم طلبات شغل الشواغر إلى جهات العمل مباشرة.
- تقديم طلبات الالتحاق بالبرامج التدريبية.
- استخدام برمجية كتابة السير الذاتية.
- معاينة الوضع الحالي في عملية التوظيف والتدريب.
- معاينة الوضع الذاتي.

## لائحة المستندات المطلوبة لتسجيل الباحثين عن عمل
- هوية الإمارات.
- خلاصة القيد.
- نسخة عن جواز السفر.
- الشهادات التعليمية (بما في ذلك نسخة مصدقة عند الاقتضاء).
- شهادة دورات تدريبية (إن وجد).
- صورة شخصية.